# Julia Haacke
Julia Haacke (* 2. September 1971 in München) ist eine deutsche Schauspielerin und Synchronsprecherin. 

## Leben und Werk
Haacke ließ sich in Wien, Los Angeles und München als Schauspielerin ausbilden und nahm außerdem Unterricht in Stimmbildung bei Mela Marchand.
Einem größeren Publikum wurde Julia Haacke erstmals durch die Kabel-1-Spielshow Die Hugo Show (um den gleichnamigen computeranimierten Troll) bekannt, in der sie ab 1996/1997 die Hexe „Hexana“ darstellte. Unter dem Titel Hexana war ihr nach Einstellung der Serie ein kurzlebiges Spin-off vergönnt.
Als Film- und Fernsehschauspielerin spielte sie in der schwarzen Komödie Nur über meine Leiche, in den Utta-Danella-Liebesfilmen Der schwarze Spiegel und Der blaue Vogel sowie in Episoden der Fernsehserien SOKO 5113, St. Angela und Lexx – The Dark Zone. 1997 verkörperte Haacke in der Seifenoper Verbotene Liebe von Folge 570 bis 626 die „Kerstin Richter“ sowie 2006 in der Telenovela Sturm der Liebe in den Folgen 122–160 die „Natalie Hoffmann“. Nach 14-jähriger Pause kehrte sie im August 2011 für einen Gastauftritt in ihrer angestammten Rolle als „Kerstin Richter“ in Verbotene Liebe zurück, ein weiterer Gastauftritt folgte im Februar 2012.
Sie ist außerdem als Synchronsprecherin tätig. So sprach sie Jennie Garth in Beverly Hills, 90210, Juliet Tablak in Eine schrecklich nette Familie, Tara Reid in Düstere Legenden, Alyssa Milano in Melrose Place und Wer ist hier der Boss?, Eliza Dushku in Girls United sowie Ludivine Sagnier in Swimming Pool und Tropfen auf heiße Steine. Sie gab Izabella Miko in Coyote Ugly ihre Stimme sowie der Titelfigur in der kanadischen Zeichentrickserie Caillou. Des Weiteren konnte man sie als Rei Hino/Sailor Mars in Sailor Moon, als Kodachi in Ranma ½, als Chabo in One Piece, als Diana Lombard in Martin Mystery, als Melissa Sone in Montana Jones, als Bebe Stevens und Shelley Marsh in South Park  und als Shippō in Inu Yasha hören.

## Filmografie (Auswahl)

### Schauspielerin
- 1994: Verfolger
- 1995: Nur über meine Leiche
- 1997, 2011, 2012: Verbotene Liebe (55 Episoden, Folgen 570–626, 3905–3913, 4013–4019)
- 1997: Wildbach
- 2000: Lexx – The Dark Zone: Tales from a parallel Universe
- 2000: Utta Danella – Der schwarze Spiegel
- 2000: St. Angela – Horrornacht und Partyfieber
- 2001: Utta Danella – Der blaue Vogel
- 2006: Sturm der Liebe
- 2009: Faktor 8 – Der Tag ist gekommen

### Synchronsprecherin
Jennie Garth
- 1992–2001: Beverly Hills, 90210 (Fernsehserie) als Kelly Taylor
- 1994: Alptraum hinter verschlossenen Türen als Laura Mills
- 1995: Ihr Leben in seinen Händen als Meg Crane
- 1996: Ende der Unschuld als Chelnicia "Chel" Bowen
- 2009: Girl, Positive als Sarah Bennett
- 2009–2011: 90210 (Fernsehserie) als Kelly Taylor
- 2012: Auf der Jagd nach dem Weihnachtsmann als Rebecca Chandler
- 2013: Der Traum vom Glück als Melody

Grey DeLisle
- 2001: Scooby–Doo und die Cyber–Jagd als Daphne
- 2004: Scooby–Doo und das Ungeheuer von Loch Ness als Daphne
- 2005: Aloha, Scooby–Doo! als Daphne
- 2007: Scooby–Doo und das Schneemonster als Daphne
- 2012: Scooby–Doo und das Samurai Schwert als Daphne

Mary Kay Bergman
- 1998: Scooby–Doo und die Gespensterinsel als Daphne
- 1999: Scooby–Doo und das Geheimnis der Hexe als Daphne
- 2000: Scooby–Doo und die Außerirdischen als Daphne

Eliza Dushku
- 2000: Girls United als Missy
- 2017: Eloise als Pia Carter

#### Filme
- 1991: Sehnsucht ohne Grenzen – Kathryn Morris als Billy Jo Robertson
- 1995: Mein Partner mit der heißen Braut – Haley Joel Osment als Danny
- 1997: Der Traum des Häuptlings – Jean Louisa Kelly als Sarah
- 2000: Coyote Ugly – Izabella Miko als Cammie
- 2001: Schrei wenn Du kannst – Jessica Cauffiel als Lily Voight
- 2002: So Close – Josephine Lam als Alicia Chow
- 2003: Swimming Pool – Ludivine Sagnier als Julie
- 2004: Spy Girls – D.E.B.S. – Jordana Brewster als Lucy Diamond
- 2006: Das Haus nebenan – Natalie Lisinska als Eloise
- 2007: Wrong Turn 2: Dead End – Aleksa Palladino als Mara
- 2008: Resident Evil: Degeneration – Alyson Court als Claire Redfield
- 2009: Carriers – Piper Perabo als Bobby
- 2011: Prinzessin Lillifee und das kleine Einhorn als Cindy
- 2015: A Date with Miss Fortune – Jeannette Sousa als Maria  Moniz

#### Serien
- 1990–1991: Scooby–Doo – Heather North als Daphne
- 1990–1991: Scooby–Doo – Stefanianna Christopherson als Daphne
- 1990–1991: Miyuki – Yōko Oginome als Miyuki Wakamatsu
- 1992: Peter Pan – Naoko Matsui als Wendy Darling
- 1995–1998: Sailor Moon – Michie Tomizawa als Sailor Mars / Rei Hino
- 1997: Montana – Junko Iwao als Melissa Sone
- 1997–1999: Melrose Place – Alyssa Milano als Jennifer Mancini
- 1999: Hercules – Jodi Benson als Helena von Troja
- 1999–2000: CatDog – Maria Bamford als Shriek
- seit 1999: South Park – Jennifer Howell als Bebe Stevens
- 2001–2003: DoReMi – Hiroko Konishi als Hehe
- 2002: Ranma ½ – Saeko Shimazu als Kodachi Kuno
- 2003–2004: Martin Mystery – Kelly Sheridan als Diana Lombard
- 2003–2004: Inu Yasha – Kumiko Watanabe als Shippo
- 2003–2006: Blue’s Clues – Blau und schlau als Billy, das Kätzchen
- 2004: Shaman King – Tomoko Kawakami als Pirika
- 2005: Taken – Britt Irvin als Nina Toth (jung)
- 2005: Taken  – Camille Sullivan als Nina Toth (erwachsen)
- 2006: Adventure Inc. – Jäger der vergessenen Schätze – Karen Cliche als Mackenzie Previn
- 2012, 2016: Once Upon a Time – Es war einmal … - Emma Caulfield als Blinde Hexe
- 2014: Utopia – Fiona O’Shaughnessy als Jessica Hyde